# Kopalnia Gipsu i Anhydrytu Nowy Ląd
Kopalnia Gipsu i Anhydrytu Nowy Ląd – głębinowa kopalnia gipsu i anhydrytu w Niwnicach, której większościowym udziałowcem jest Grupa Atlas; jedyny podziemny zakład wydobywczy tych minerałów w Polsce , najważniejszy krajowy producent gipsów specjalistycznych.

## Geologia
Złoża anhydrytu i gipsu leżące w Niecce Lwóweckiej (część Pogórza Izerskiego) należą do serii skalnej permskiego cechsztynu . Są one przykryte czwartorzędowymi piaskami, żwirami i iłami oraz piaskowcem.
Gips z Niecki Lwóweckiej cechuje się niską zawartością strontu, która nie przekracza 0,05%. Jedną z występujących w Niwnicach odmian gipsu jest alabaster, który był wykorzystywany do celów dekoracyjnych: rzeźb, drobnej galanterii kamiennej, płytek okładzinowych itp. 
Na obszarze Niwnic udokumentowano trzy złoża: „Nowy Ląd”, „Nowy Ląd – Pole Radłówka” oraz „Nawojów Śląski”. Zasoby geologiczne bilansowe złoża „Nowy Ląd” udokumentowanego do głębokości 400 metrów oszacowano na 23,1 mln ton, z czego 15,2 mln ton to zasoby przemysłowe.  Zasoby geologiczne bilansowe złoża „Nowy Ląd – Pole Radłówka” wynoszą 13,9 mln ton, a złoża „Nawojów Śląski” około 2,1 mln ton.
Złoże eksploatowane w kopalni Nowy Ląd stanowi soczewkową wychodnię pokładu mającego grubość około 30 metrów, miejscami dochodzącego do 65 metrów.
Gips był eksploatowany z odkrywki co najmniej do 2008 roku, później eksploatacja została prowadzona metodą podziemną, podobnie jak podziemne wydobycie anhydrytu osiągające głębokość około 150-160 metrów. Kopalnia ma charakter niemetanowy.

## Historia

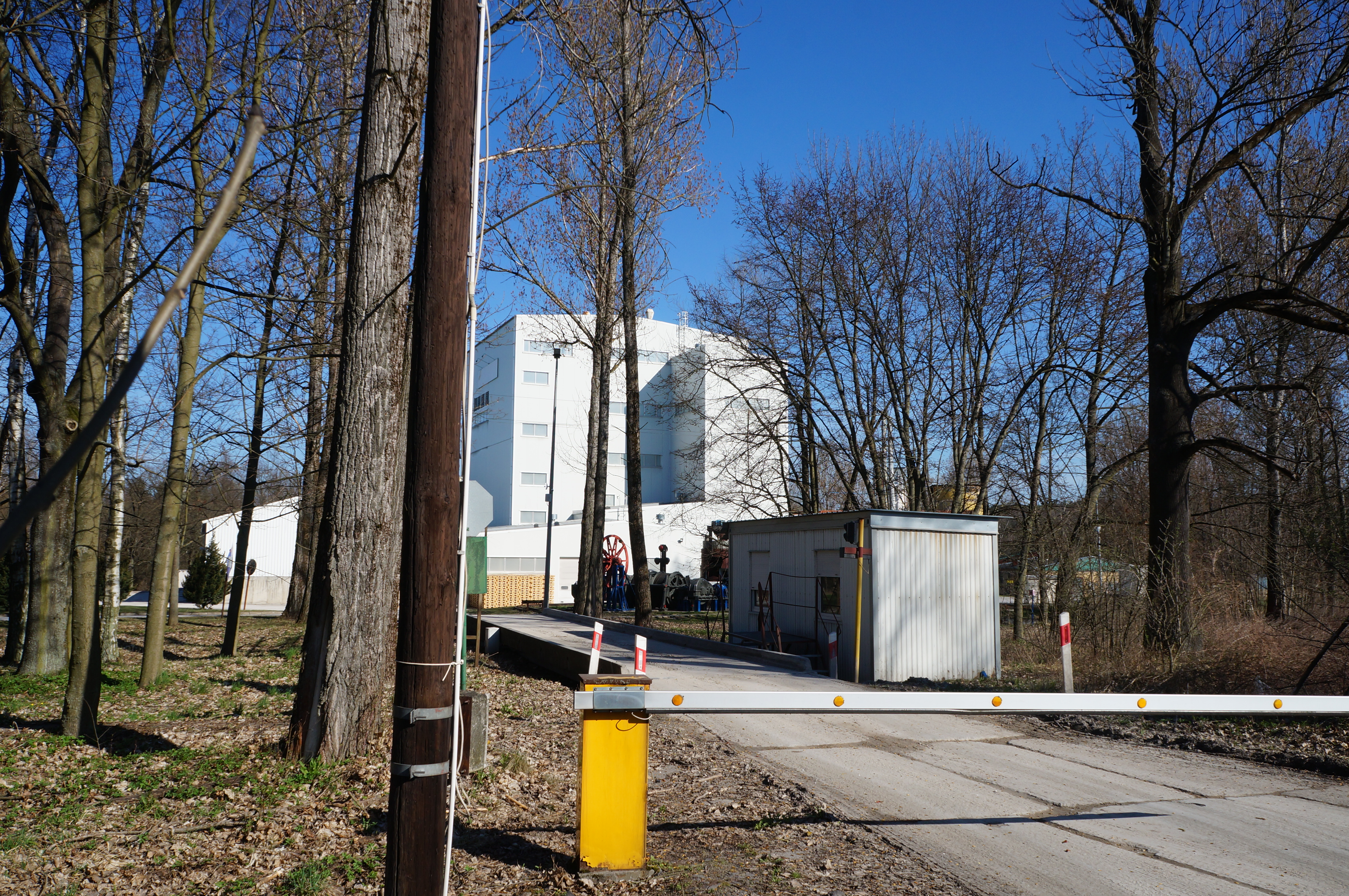
Zabudowania kopalni w 2017 roku

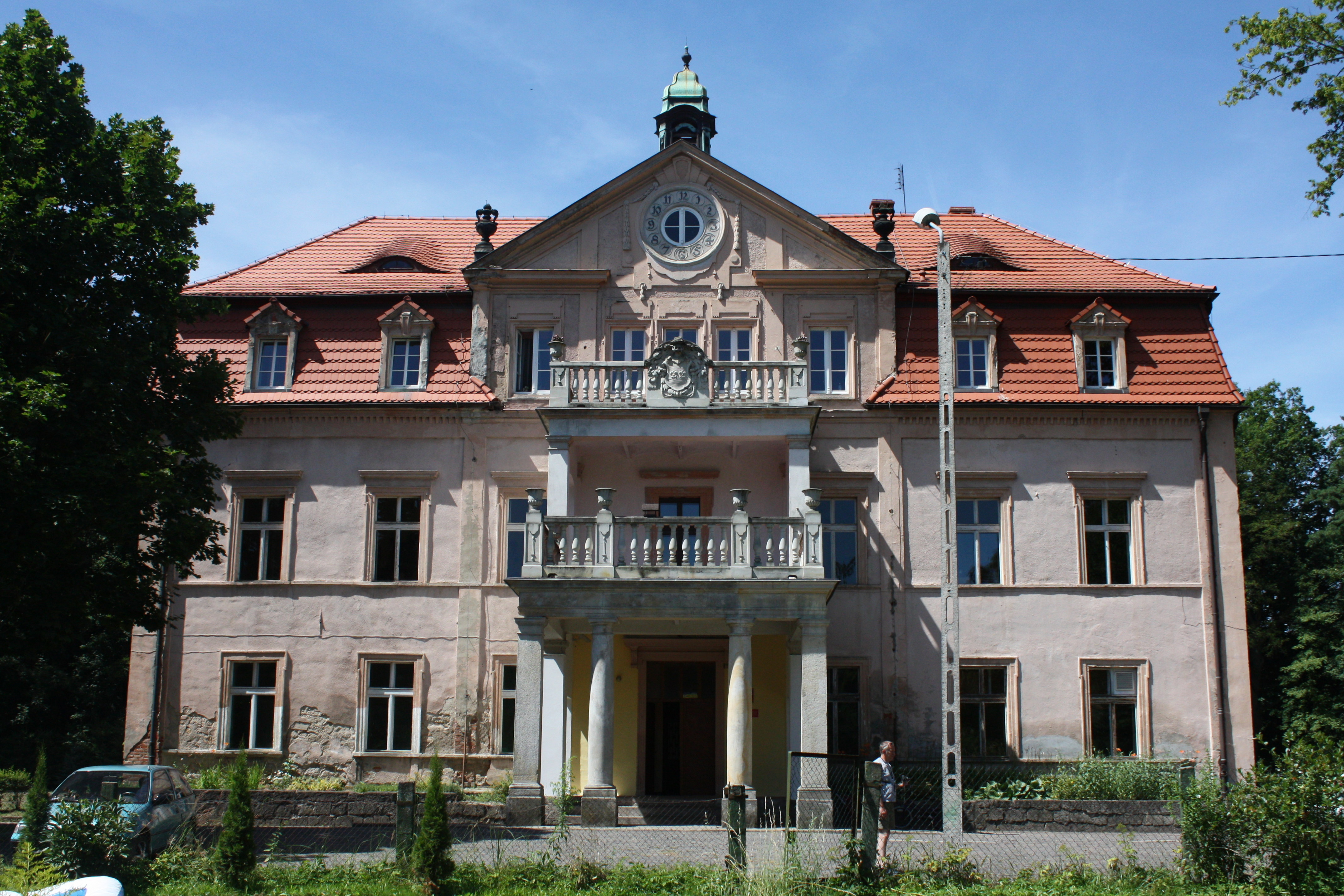
Pałac w Niwnicach, siedziba dawnych właścicieli kopalni, fot. 2013 r.

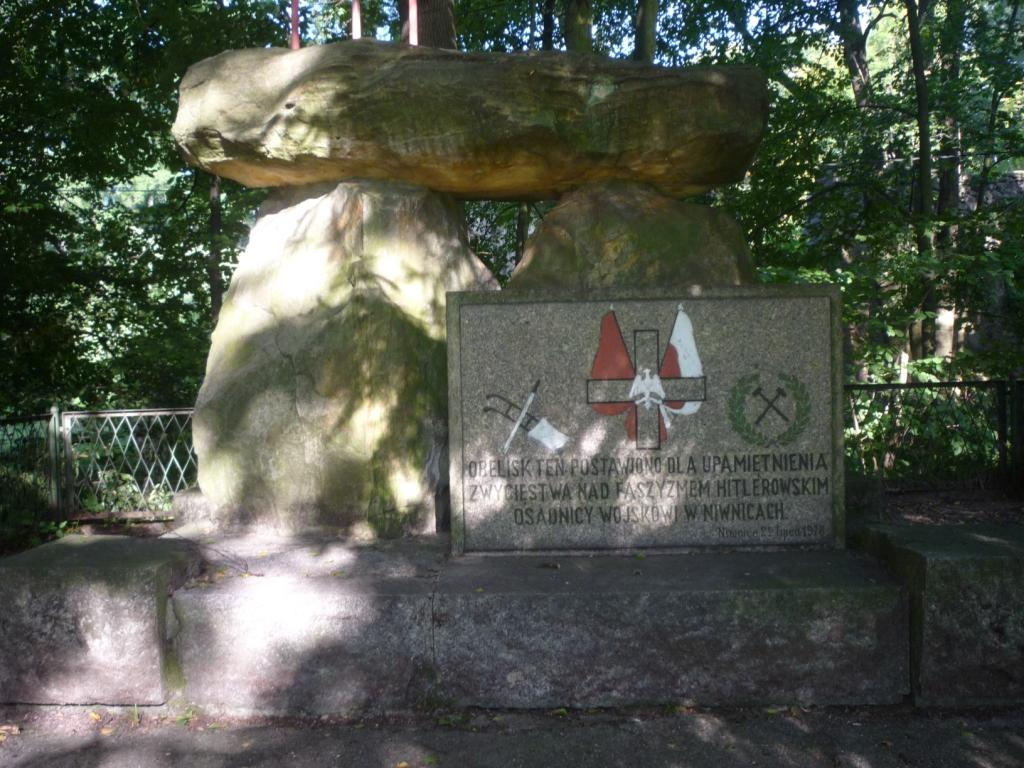
Obelisk z godłem górniczym upamiętniający zwycięstwo nad faszyzmem w Niwnicach

Wzmianki o wydobyciu gipsu i anhydrytu pochodzą z I połowy XIX wieku ; eksploatację na większą skalę, która objęła obręb trzech odkrywkowych wyrobisk rozpoczęto w 1832 roku.
Pierwszym właścicielem kamieniołomu była rodzina Nostitz-Rieneck. W 1860 roku kopalnia została sprzedana niderlandzkim książętom, który z kolei zbyli ją w 1888 roku Alfredowi von Wietersheimowi .
W 1870 roku postawiono piece szybowe, które służyły do wypalania skały gipsowej oraz wybudowano młyny wodne do mielenia wypalonego w piecach kamienia.
Pozyskiwany wówczas surowiec służył do wytwarzania kwasu siarkowego, był wykorzystywany jako gips chirurgiczny i budowlany.
W 1904 roku Niwnice zyskały połączenie kolejowe z Zebrzydową i Lwówkiem Śląskim, co dało kopalni większe możliwości rozwoju .
W czasie I wojny światowej Niemcy zatrudniali jeńców wojennych do pracy w kopalni, co przełożyło się na wzrost wydobycia .
W okresie międzywojennym produkcja w szczytowym okresie wynosiła około 26 tysięcy ton rocznie.
W czasie II wojny światowej w kopalni pracowali jeńcy wojenni, m.in. radzieccy i francuscy .
W 1945 roku odkrywkową kopalnię przejęło państwo polskie i w tym samym roku wznowiono wydobycie . W tym czasie funkcjonował także zakład produkcji gipsów prażonych.
Kopalnia została oficjalnie utworzona 8 stycznia 1955 roku pod nazwą Kopalnia Anhydrytu i Gipsu Nowy Ląd  i początkowo należała do Centralnego Zarządu Kopalnictwa Surowców Chemicznych, powołanego 1 stycznia 1955 roku, który został przekształcony w Zjednoczenie Kopalnictwa Surowców Chemicznych w 1958 roku. Zjednoczenie zostało rozwiązane 1 stycznia 1970 roku, a kopalnia Nowy Ląd weszła w skład Zjednoczenia Przemysłu nieorganicznego.
Pierwotnie kopalnia Nowy Ląd prowadziła wydobycie anhydrytu i gipsu metodą odkrywkową w kopalni nr 1 i numer 2, ta ostatnia funkcjonowała do 1980 roku.
Anhydryt był wydobywany odkrywkowo od 1950 do 1960 roku.
Jednym z istotniejszych produktów kopalni był gips ceramiczny Beta, który wykorzystywano zakładach ceramicznych w całej Polsce, również przy odtwarzaniu sztukaterii w Zamku Królewskim w Warszawie.
Głównym odbiorcą anhydrytu były Zakłady Chemiczne Wizów w Łące, które wykorzystywały go do uzyskiwania kwasu siarkowego. 
W latach 1954–1960 uzyskiwano rocznie około 200 tysięcy ton anhydrytu. Przekładało się to na 30–39 tysięcy ton siarki, co równało się zawartości tego pierwiastka na poziomie 17–20%.
Wydobycie gipsu w tym okresie wynosiło około 16 tysięcy  ton rocznie. Był on wykorzystywany na cele ceramiczne, sztukatorskie i modelowe.
Anhydryt z Niwnic wykorzystywały także zakłady Cementowo-Wapiennicze Górażdże w Górażdżach jako regulator czasu wiązania przy produkcji cementu.
Od 1958 roku rozważano przejście na wydobycie podziemne. Rok później opracowano projekt techniczno-roboczy, a same roboty górnicze ruszyły w 1960 roku. W 1961 roku oddano podziemny zakład wydobycia anhydrytu do eksploatacji. Wydobycie jest prowadzone systemem komorowym w polach Nowy Ląd i Radłówka. Urobek i materiał są transportowane upadowymi za pomocą przenośników oraz wozów odstawczych. Wcześniej był to ciągnik Ursus 4115 dostosowany do pracy w wyrobiskach podziemnych, a od 2013 roku wykorzystywano wóz MK-A20.1 firmy Mine Master . Występuje także wóz produkcji Fadroma, typ WK20. Pierwszy egzemplarz WK20 pojawił się w 2017 roku, drugi to 2022. 
Kopalnia na oddziale głównym w Niwnicach dysponowała własną bocznicą połączoną z linią kolejową 283. Od 2022 roku jest ona na terenie zakładu rozebrana, transport odbywa się tylko za pomocą samochodów ciężarowych.
W 1962 roku uruchomiono przemiałownię anhydrytu, dzięki której rozpoczęto uzyskiwanie mączki anhydrytowej, stosowanej jako wypełniacz wykorzystywany przy produkcji tworzyw sztucznych, opon, mas bitumicznych, klejów czy opon.
W latach 1971–1973 kopalnia przeszła modernizację i rozbudowę, co wiązało się z poszerzeniem asortymentu.
Po przemianach ustrojowych właścicielem kopalni Nowy Ląd została Dolnośląska Spółka Inwestycyjna S.A. .
1 stycznia 1997 roku połączono kopalnię Nowy Ląd z oddaloną o około 30 kilometrów Kopalnią Anhydrytu Lubichów w Lubkowie , od tego roku obowiązuje obecna nazwa kopalni .
16 stycznia 1998 roku Grupa Atlas nabyła całość udziałów Dolnośląskiej Spółki Inwestycyjnej S.A., przez co stała się nowym właścicielem kopalni .
Zakład zatrudniał 120 osób w 2015 roku , a łączne wydobycie gipsu i anhydrytu w 2015 roku wyniosło 157,8 tys. ton .
W 2015 roku postanowiono o zlikwidowaniu i zatopieniu kopalni w Lubichowie z przyczyn ekonomicznych .

## Wydobycie anhydrytu
Wydobycie anhydrytu w latach 1954-1960 oraz 1985–2004 (wybór) w tysiącach ton (1985, 1996, 1998-2004):